# Uit de school geklapt (boek)
Uit de school geklapt is een Nederlands boek van de hand van Harrie Jekkers en Koos Meinderts uit 1985. De roman beschrijft op komische wijze het reilen en zeilen op de Scholengemeenschap Hugo de Groot, voor mavo en leao, door de ogen van conciërge Joop.
In 1993 zond de NCRV een twaalfdelige, op het boek gebaseerde gelijknamige tv-serie uit.
In het eerste hoofdstuk maakt de lezer kennis met de karakters die centraal staan in het verhaal. Hoofdpersoon Joop de Wit is conciërge op de scholengemeenschap. Samen met zijn achterneef Thijs probeert hij uit elke situatie een slaatje te slaan, om er financieel beter van te worden. Directeur Van Dam kan dat niets schelen; die heeft meer aandacht voor zijn bureaulade "persoonlijke stukken", waarin hij altijd een fles drank heeft staan.
Bij de eerste lerarenvergadering wordt al duidelijk dat de docenten het ook dit jaar niet met elkaar kunnen vinden. Vooral tussen Van der Sluys, een kleinburgerlijke en conservatieve docent verkoopkunde, en Marjo Blok Jansse, de progressieve lerares maatschappijleer, zijn de verhoudingen gespannen. Mevrouw De Bruin (Duits) kan het met haar autoritaire werkwijze vooral niet vinden met Marcel Koopmans, die tijdens zijn lessen Nederlands de klas niet onder controle houdt. De wat oversekste gymleraar Meeuwisse, de steevast overspannen docent handvaardigheid Wackelkamp en de stille biologieleraar Boy Premchand staan er wat buiten.
In de volgende hoofdstukken wordt op de docenten ingezoomd. Allemaal hebben ze hun eigen werkwijze en willen ze de school naar hun visie veranderen. Als bij de VUT-receptie van meneer Premchand de ruzie uitloopt op een gevecht, wordt een andragoog ingeschakeld om de docenten op één lijn te krijgen. Uiteindelijk is ook zijn aanpak tevergeefs. De docenten begrijpen elkaar prima, maar ze zijn het niet met elkaar eens. Alleen de conciërge staat op goede voet met de meeste personen.